# دوبروفو (منطقة تشيريبوفيتسكي، مقاطعة فولوغدا)
دوبروفو (بالروسية: Дуброво)‏ هي منطقة ريفية (قرية) في مستوطنة كوروتوفسكوي الريفية في منطقة تشيريبوفيتسكي في منطقة فولوغدا في روسيا.
بلغ عدد السكان 85 نسمة اعتبارًا من عام 2002 

## جغرافية
تقع دوبروفو على بعد حوالي 73 كـم (45 ميل) جنوب غرب تشيريبوفيتس (المركز الإداري للمنطقة). 